# Ford Falcon (Noord-Amerika)
De Ford Falcon is een automodel van de Amerikaanse autobouwer Ford dat van 1960 tot 1970 in Noord-Amerika verkocht werd. Er werden drie generaties geproduceerd. De Falcon was het eerste model van de Amerikaanse "Grote Drie" (General Motors, Ford, en Chrysler) in de compacte middenklasse.
Oorspronkelijk concentreerden de "Grote Drie" zich puur op de grotere en meer winstgevende autosegmenten. Midden jaren vijftig werd het echter duidelijk dat deze strategie niet langer zou werken: Grote auto's werden steeds duurder, waardoor kleinere modellen van onder andere FIAT, Renault, Toyota en Volkswagen aan populariteit begonnen te winnen. Bovendien gingen steeds meer Amerikaanse gezinnen op zoek naar een tweede, kleinere auto. Daarnaast wees marktonderzoek uit dat de Amerikaanse consument liever Amerikaanse auto's kocht indien er kleinere modellen beschikbaar zouden zijn. Met de Falcon kwam Ford in 1960 aan deze vraag tegemoet.

## Eerste generatie (1960-1963)
De eerste generatie Ford Falcon kwam op de markt in 1960. Het ontwerp was gebaseerd op een zelfdragende carrosserie met een ophanging die gebruik maakte van schroefveren vooraan en bladveren achteraan en trommelremmen voor en achter.
De Falcon werd aangeboden in vijf carrosserievarianten: een tweedeurs coach, een vierdeurs sedan, een drie- of vijfdeurs stationwagen en een tweedeurs "Ranchero" pick-up die afkomstig was van de Fairlane-serie. De op de Falcon gebaseerde Mercury Comet werd eveneens in 1960 gelanceerd.
De wagen werd aangedreven door een bescheiden 2,4-liter zes-in-lijnmotor van 95 pk, gekoppeld aan een manuele drieversnellingsbak met een schakelpook aan de stuurkolom. Een tweetraps "Ford-O-Matic" automatische transmissie kon als optie geleverd worden.
In 1961 werd een optionele 2,8-liter zes-in-lijnmotor met 101 pk geïntroduceerd en werd het aanbod uitgebreid met een bestelwagen op basis van de Falcon sedan. De Falcon kon voortaan ook geleverd worden met een hoger uitrustingsniveau onder de naam Futura. 
Een jaar later, in 1962, bracht Ford onder de naam Falcon drie nieuwe modellen op de markt: de Falcon Station Bus, de Falcon Club Wagon en de Falcon Deluxe Club Wagon, drie minibusjes met plaats voor acht personen. In datzelfde jaar was er voor het eerst ook een vierversnellingsbak beschikbaar.
Halfweg 1963 werd de 164 pk sterke 4,3-liter V8-motor uit de Fairlane in het motorenaanbod opgenomen. Het Falcon-gamma werd verder uitgebreid met een cabriolet, een coupé en met de Falcon Sprint, die de basis zou vormen voor de latere Ford Mustang.

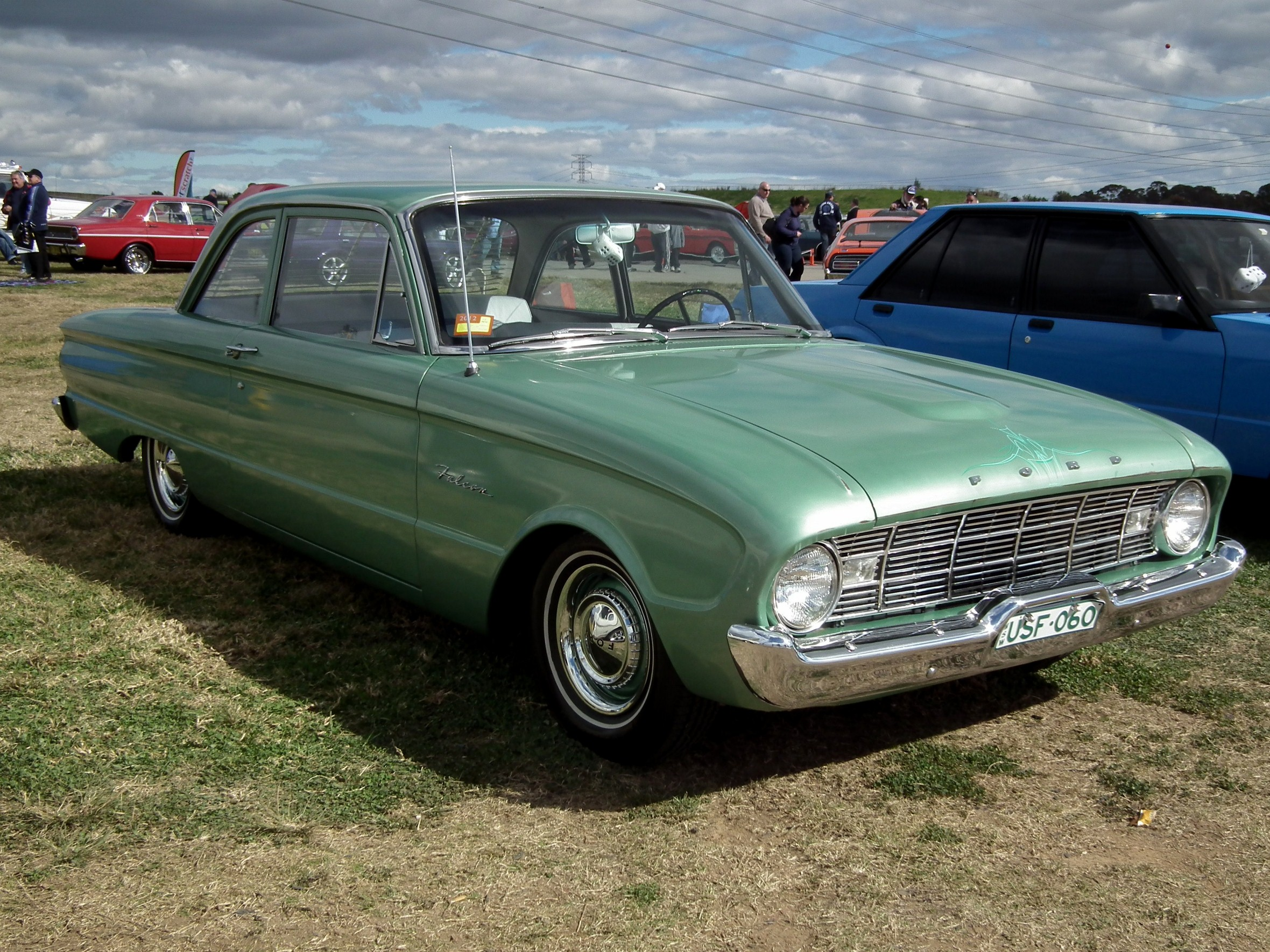
Ford Falcon coach (1960)
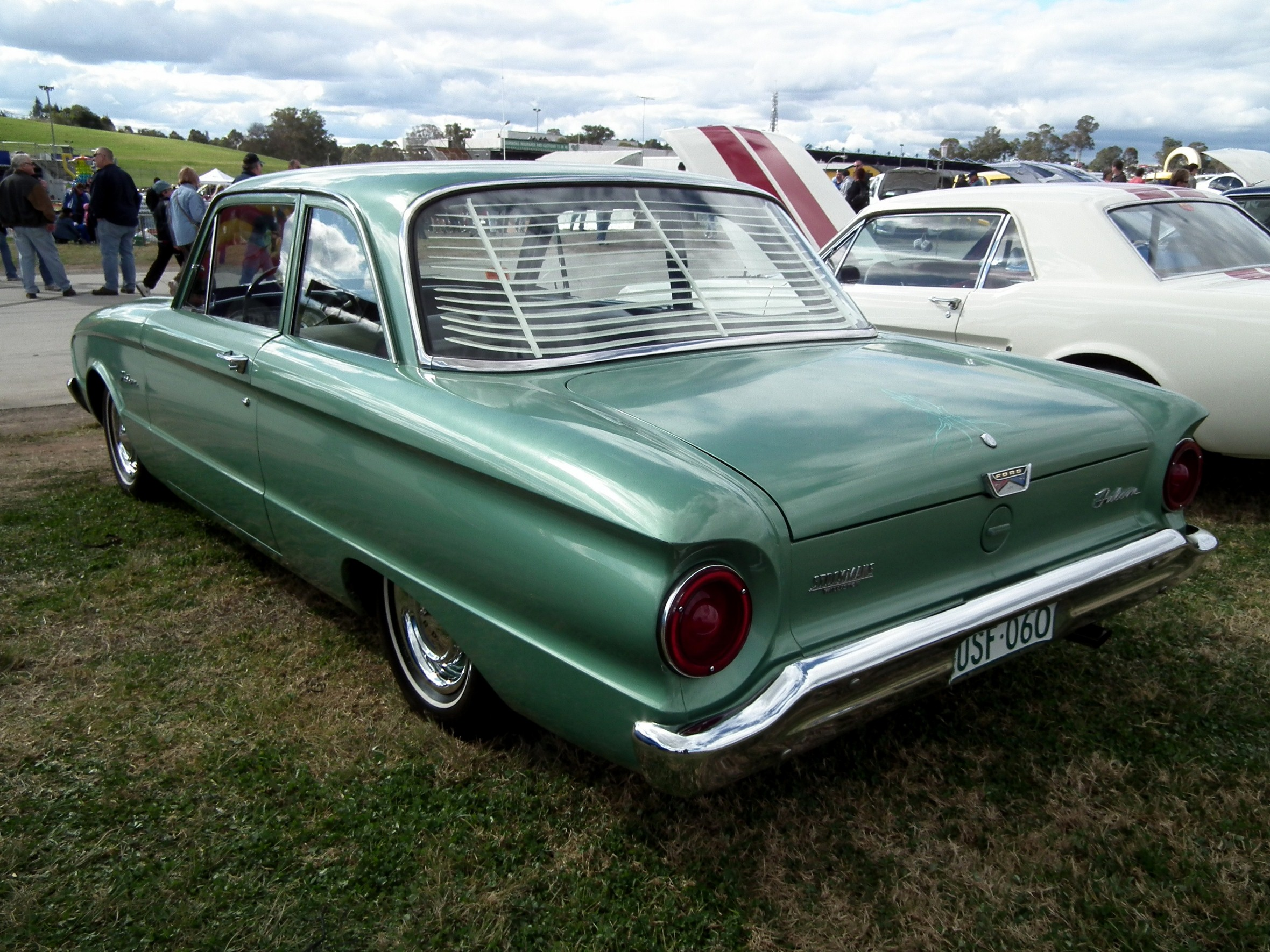
Ford Falcon coach (1960), achteraanzicht
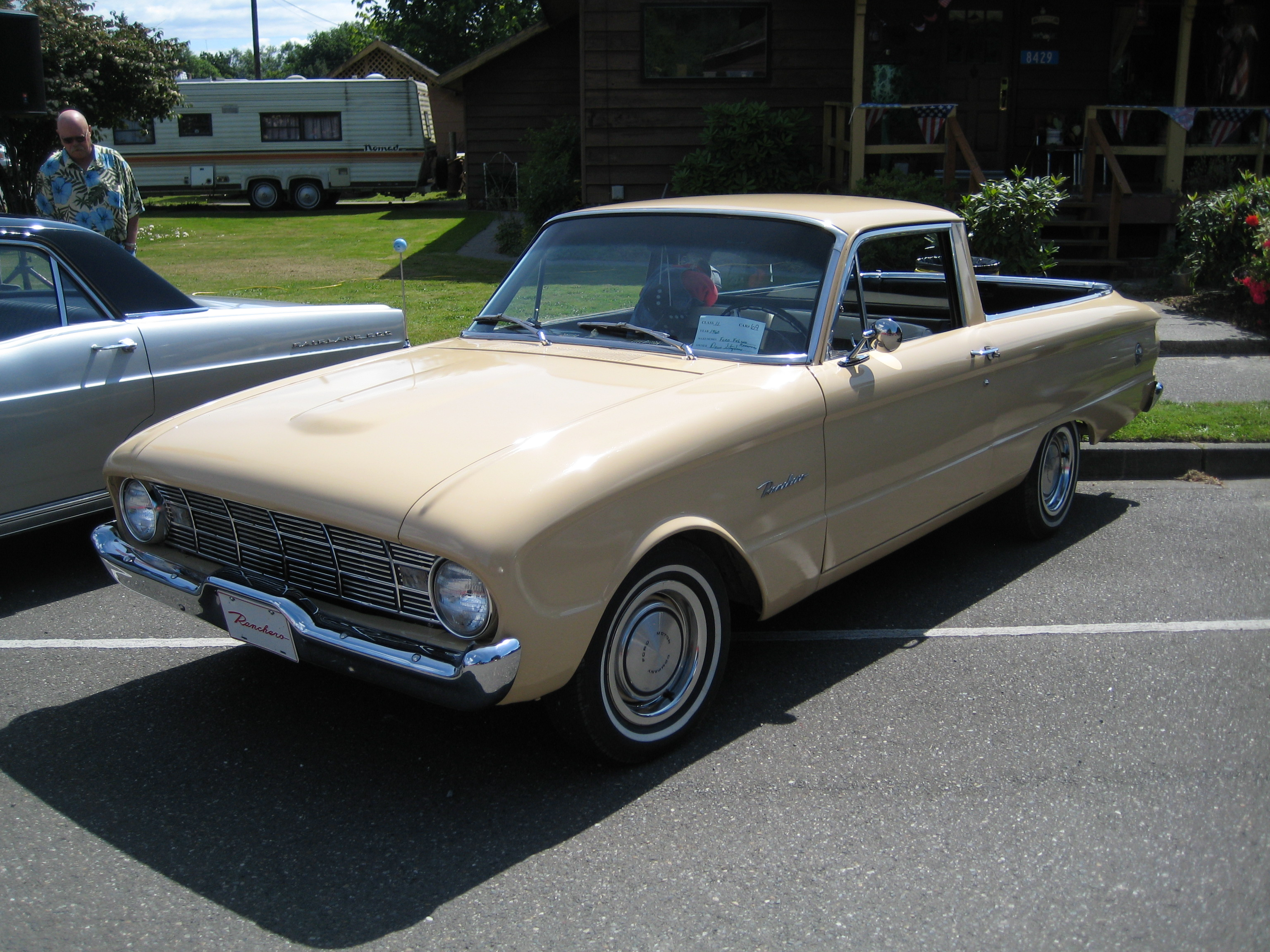
Ford Falcon Ranchero (1960)
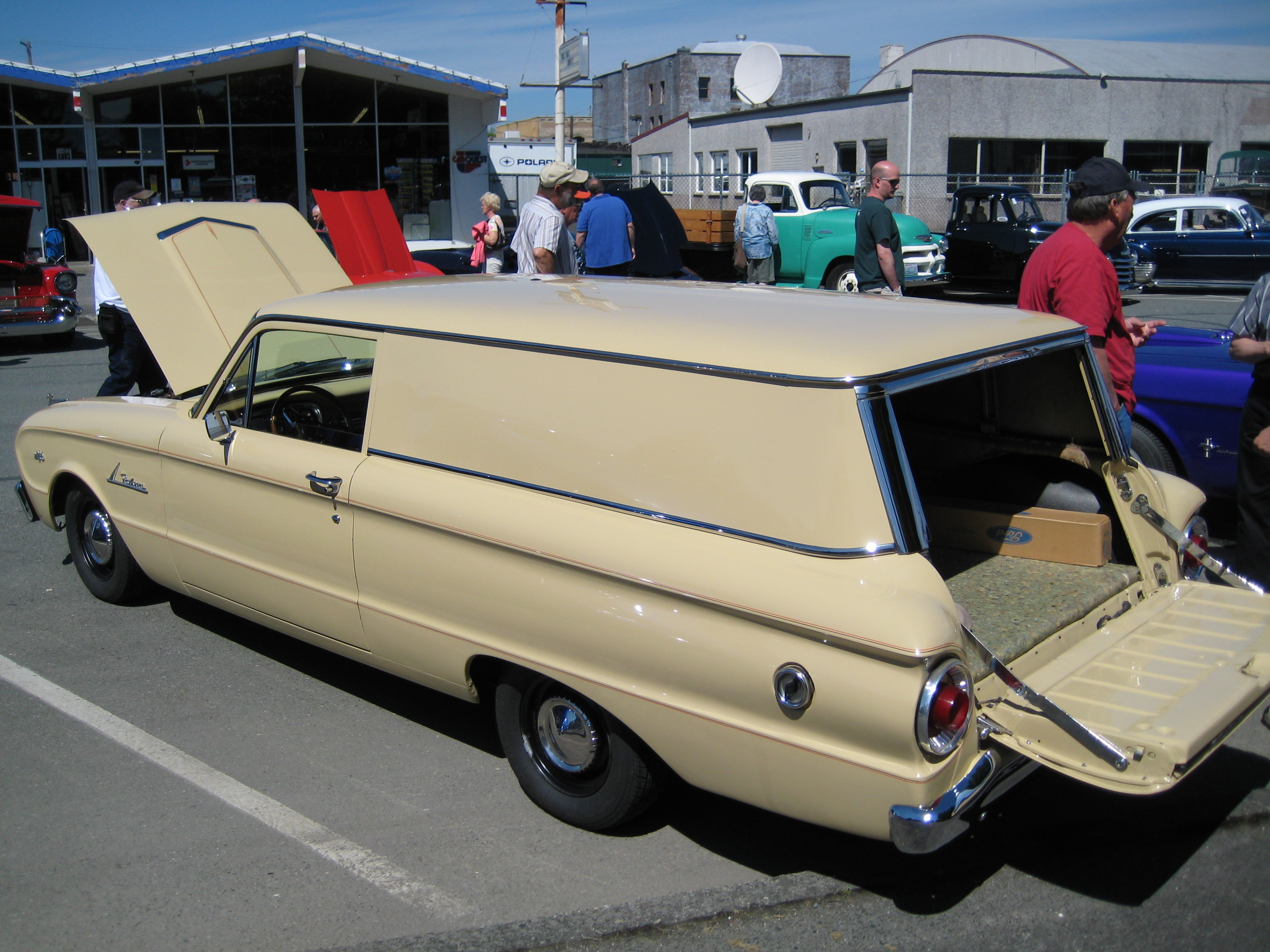
Ford Falcon bestelwagen (1961)
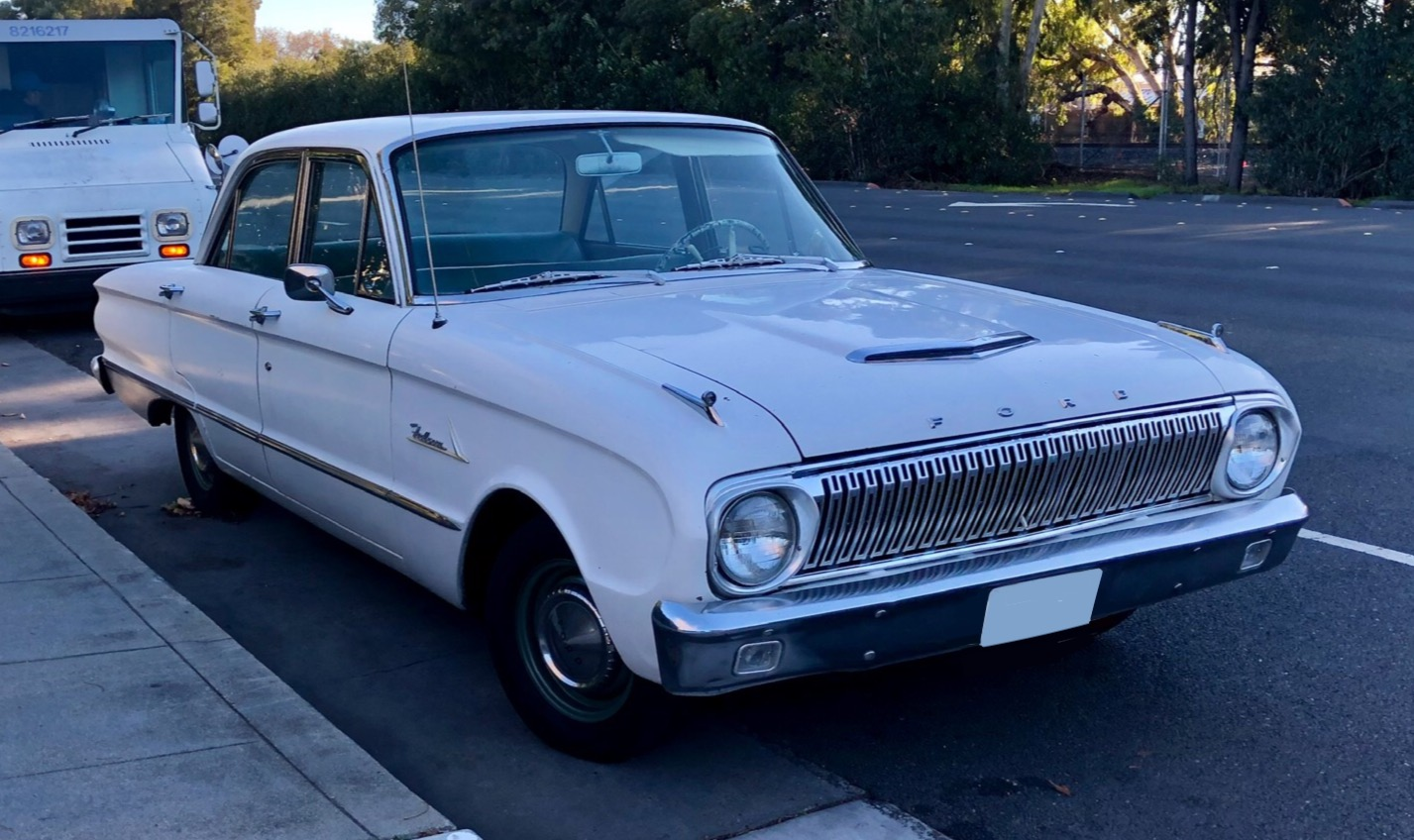
Ford Falcon sedan (1962)
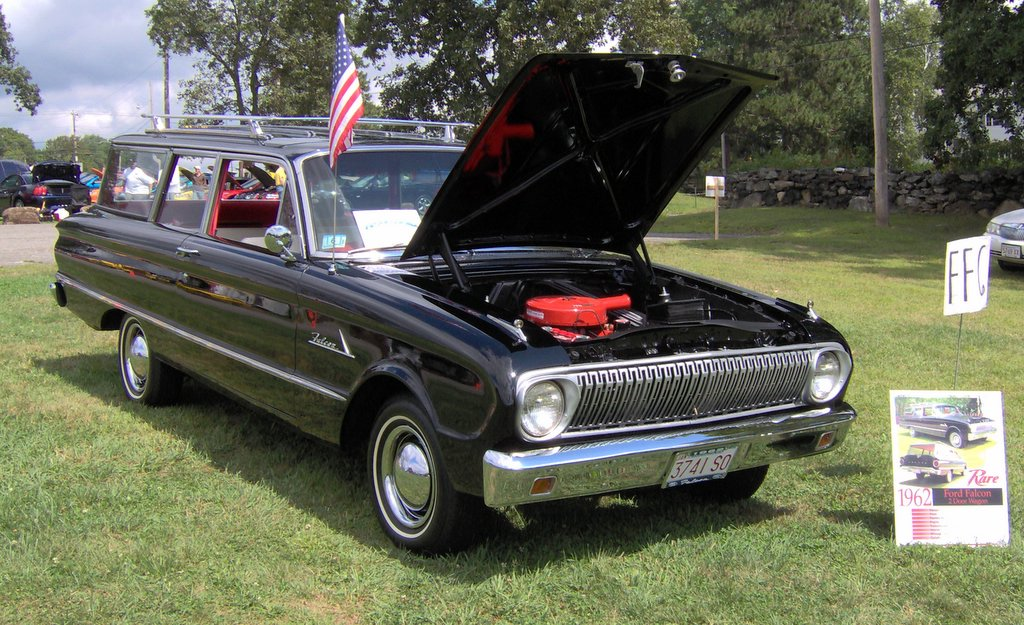
Ford Falcon 3-deurs stationwagen (1962)
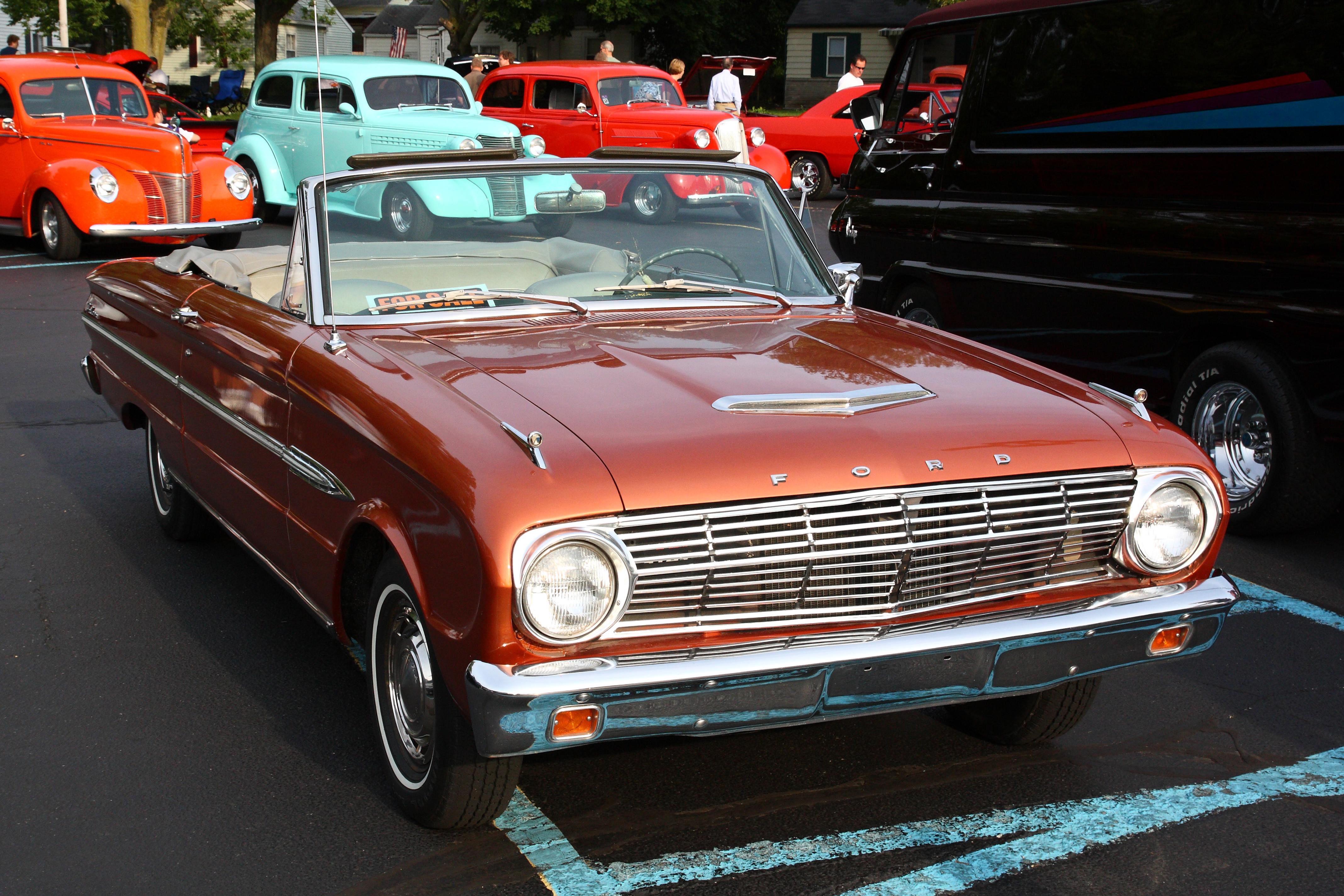
Ford Falcon Futura Sports cabriolet (1963)
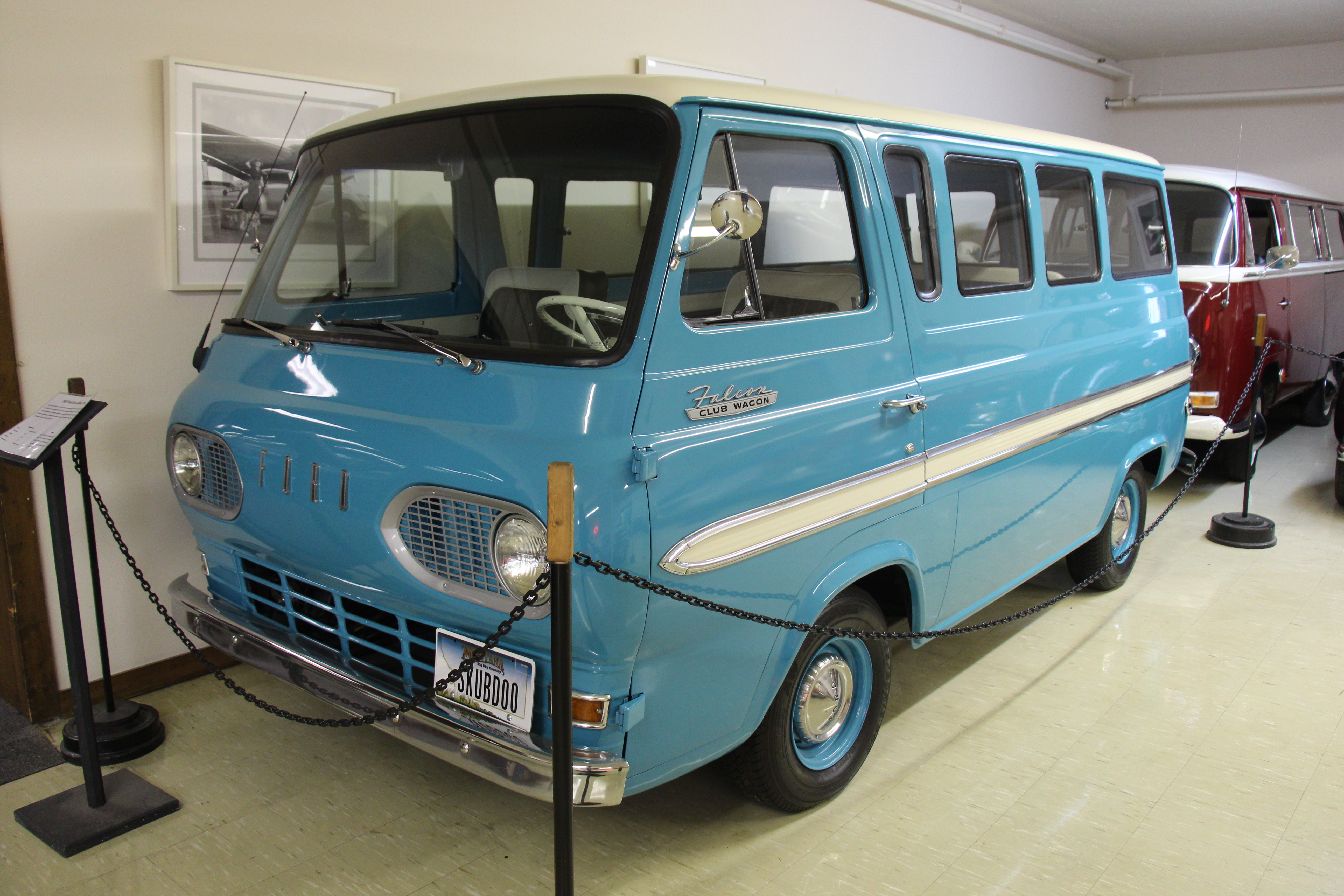
Ford Falcon Club Wagon minibus (1963)

## Tweede generatie (1964-1965)
De tweede generatie Ford Falcon uit 1964 had een nieuw, meer hoekig ontwerp. Later dat jaar werd de Ford Mustang gelanceerd die sterk gebaseerd was op het ontwerp van de Falcon. Het succes van de Mustang deelde de verkoop van de Falcon in Noord-Amerika een klap uit waarvan deze laatste nooit meer zou herstellen.
In 1965 werden een aantal kleine wijzigingen aangebracht, waaronder een eenvoudiger radiatorrooster, nieuwe sierelementen op de luxe modellen en standaard veiligheidsgordels vooraan. De wagen kreeg ook enkele extra opties, waaronder een gewatteerd instrumentenpaneel, stuurbekrachtiging, rembekrachtiging en een radio. Ook was voortaan de "Cruise-O-Matic" drietrapsautomaat leverbaar. Halfweg 1965 werd de cabriolet geschrapt uit het aanbod.

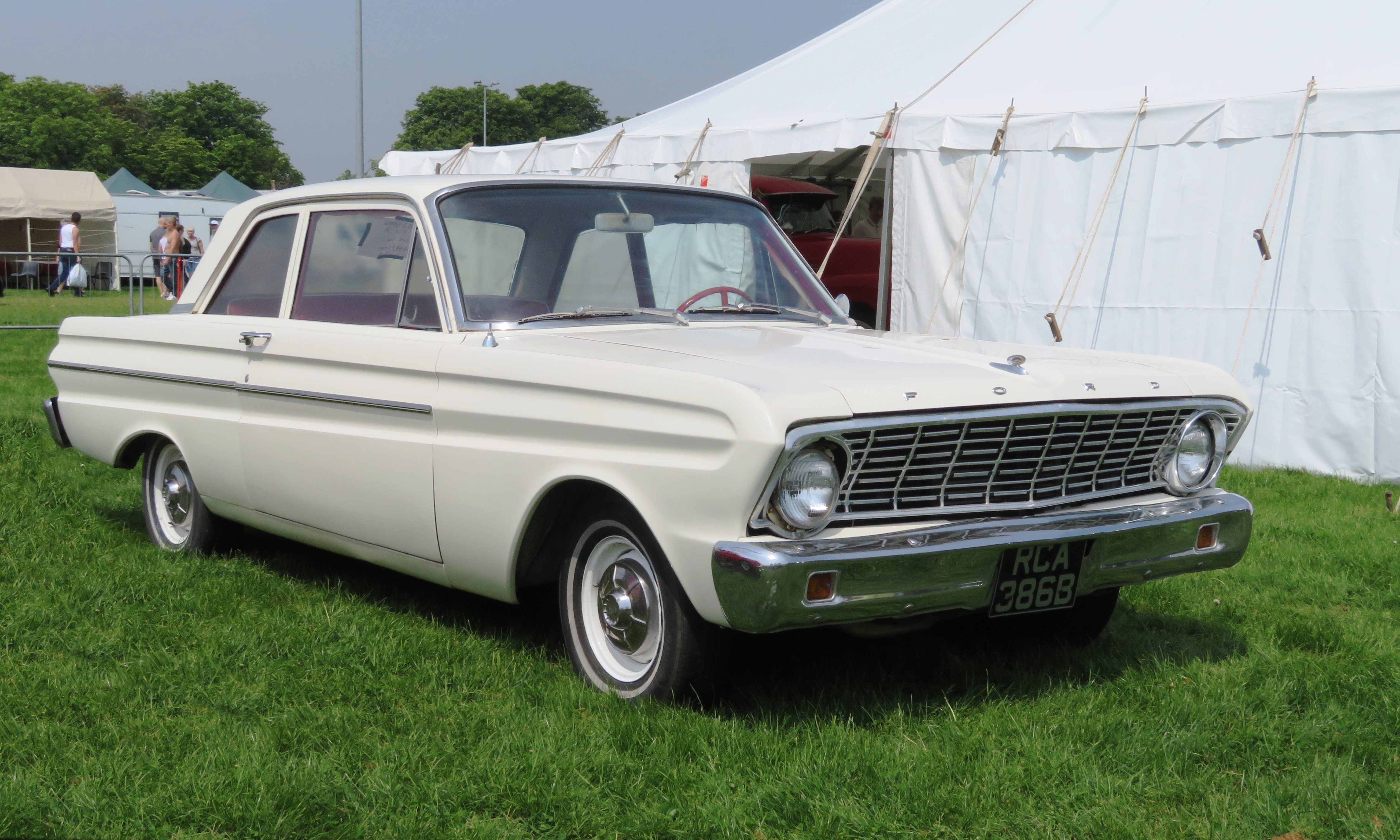
Ford Falcon coach (1964)
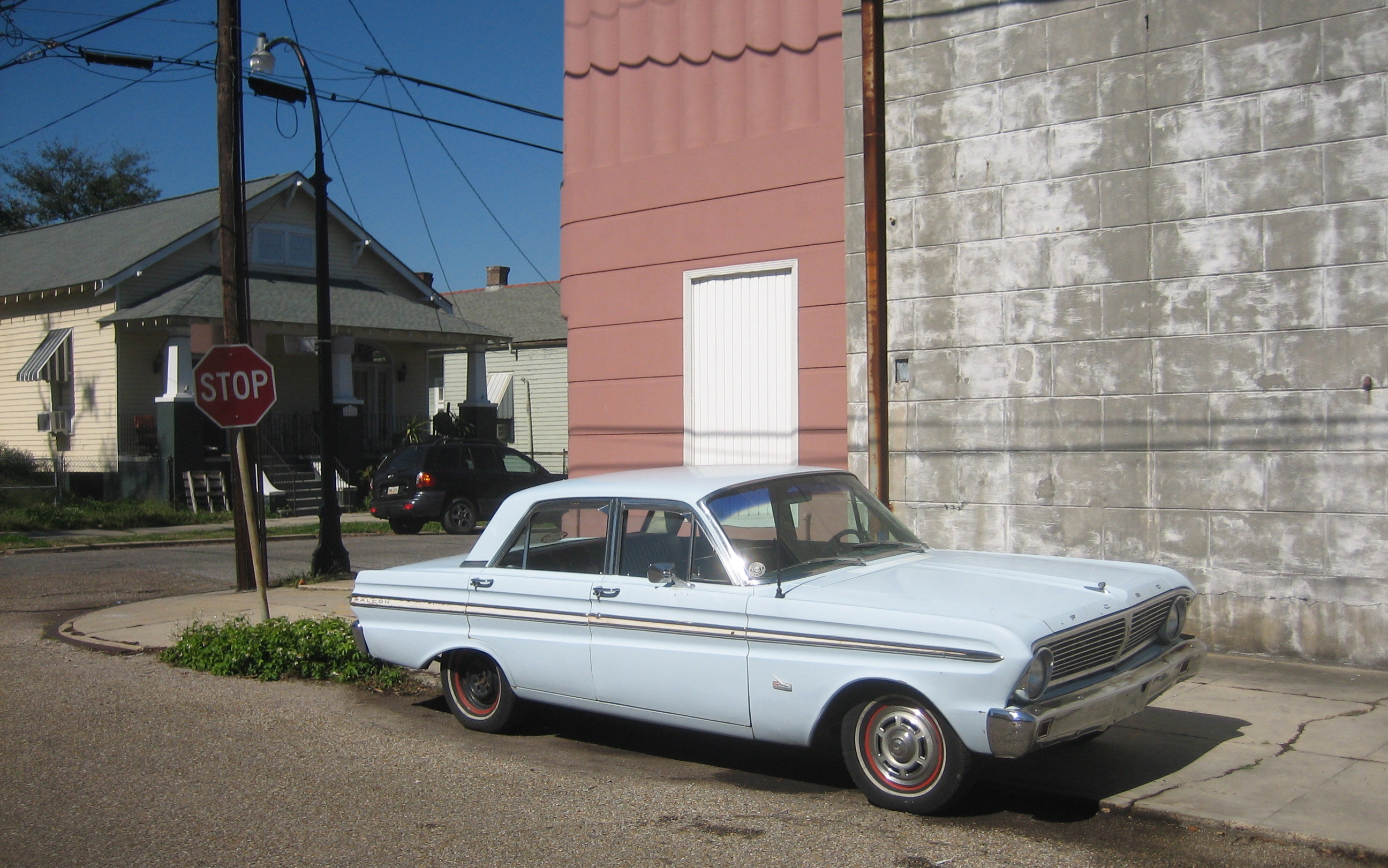
Ford Falcon Futura sedan (1965)
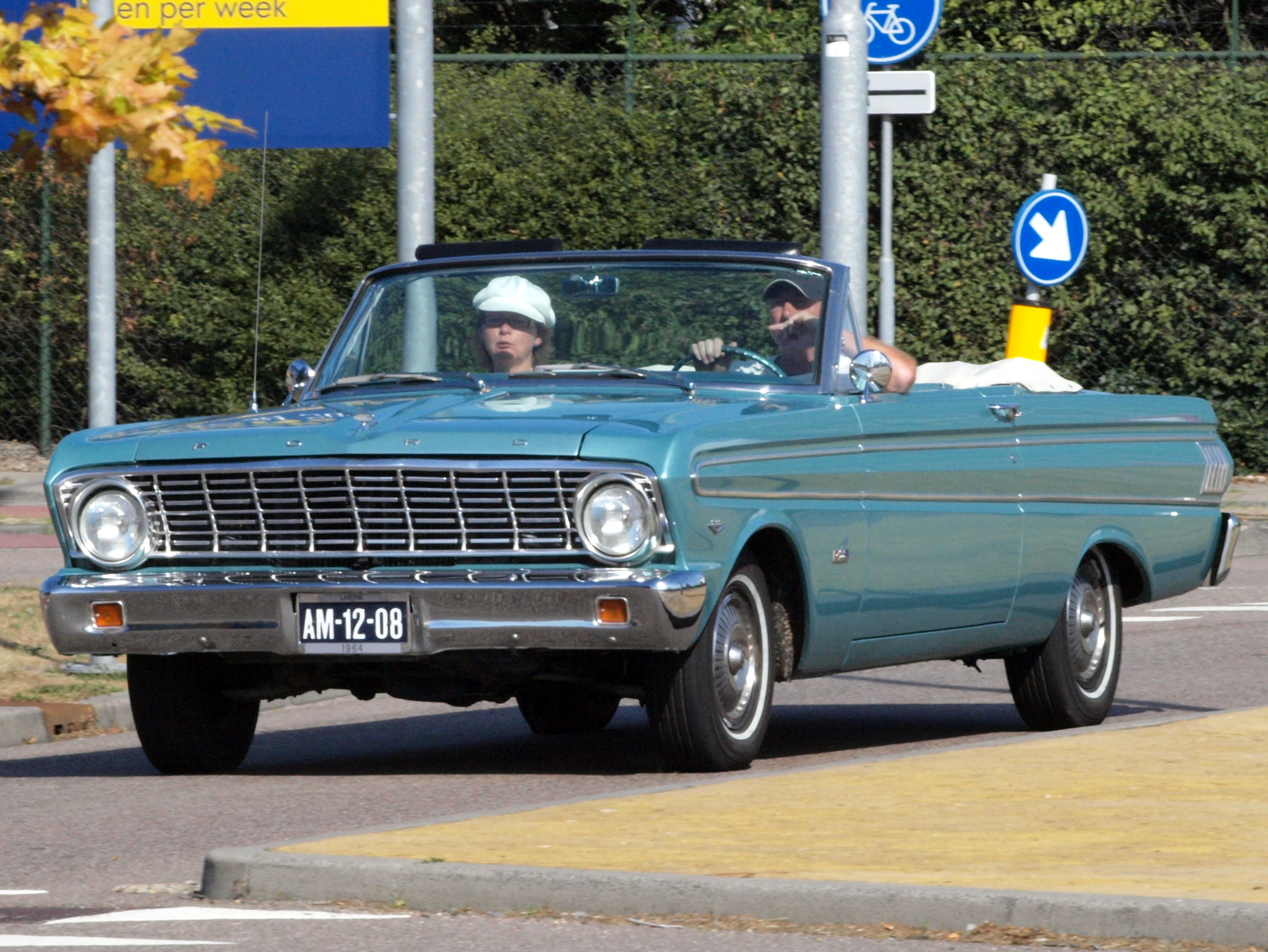
Ford Falcon cabriolet (1964)

## Derde generatie (1966-1970)
In 1966 kwam Ford met de derde generatie Falcon, gebaseerd op een verkort Fairlane-platform, met een volledig herziene styling. Het topmodel, de Futura Sports Coupé was voorzien van verchroomde zijruitframes en een premium vinyl interieur. De coach en cabriolet werden geschrapt en de stationwagen en Ranchero werden verplaatst naar een groter platform dat gedeeld werd met de toenmalige Fairlane.
In 1967 werden een aantal verplichte veiligheidssystemen toegevoegd, waaronder een remsysteem met twee circuits, een energieabsorberend stuur en 4-weg knipperlichten. In 1968 kreeg de Falcon nieuwe vierkante achterlichten,  zijmarkeringslichten of reflectoren en driepuntsgordels. Vanaf 1969 werden ook hoofdsteunen gemonteerd.
Het laatste modeljaar voor de Falcon was 1970. De aanhoudende slechte verkoopcijfers en het feit dat de wagen niet meer kon voldoen aan de op handen zijnde nieuwe veiligheidsnormen betekenden het einde van de Falcon in Noord-Amerika.

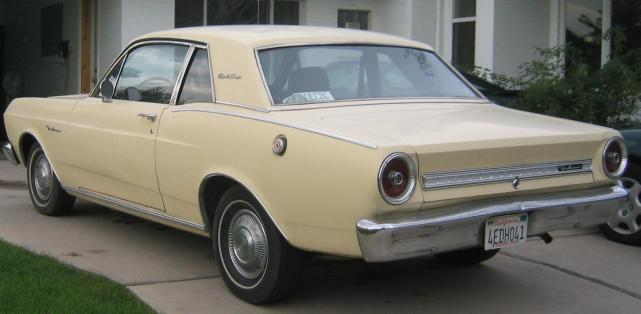
Ford Falcon Sports Coupé (1966)
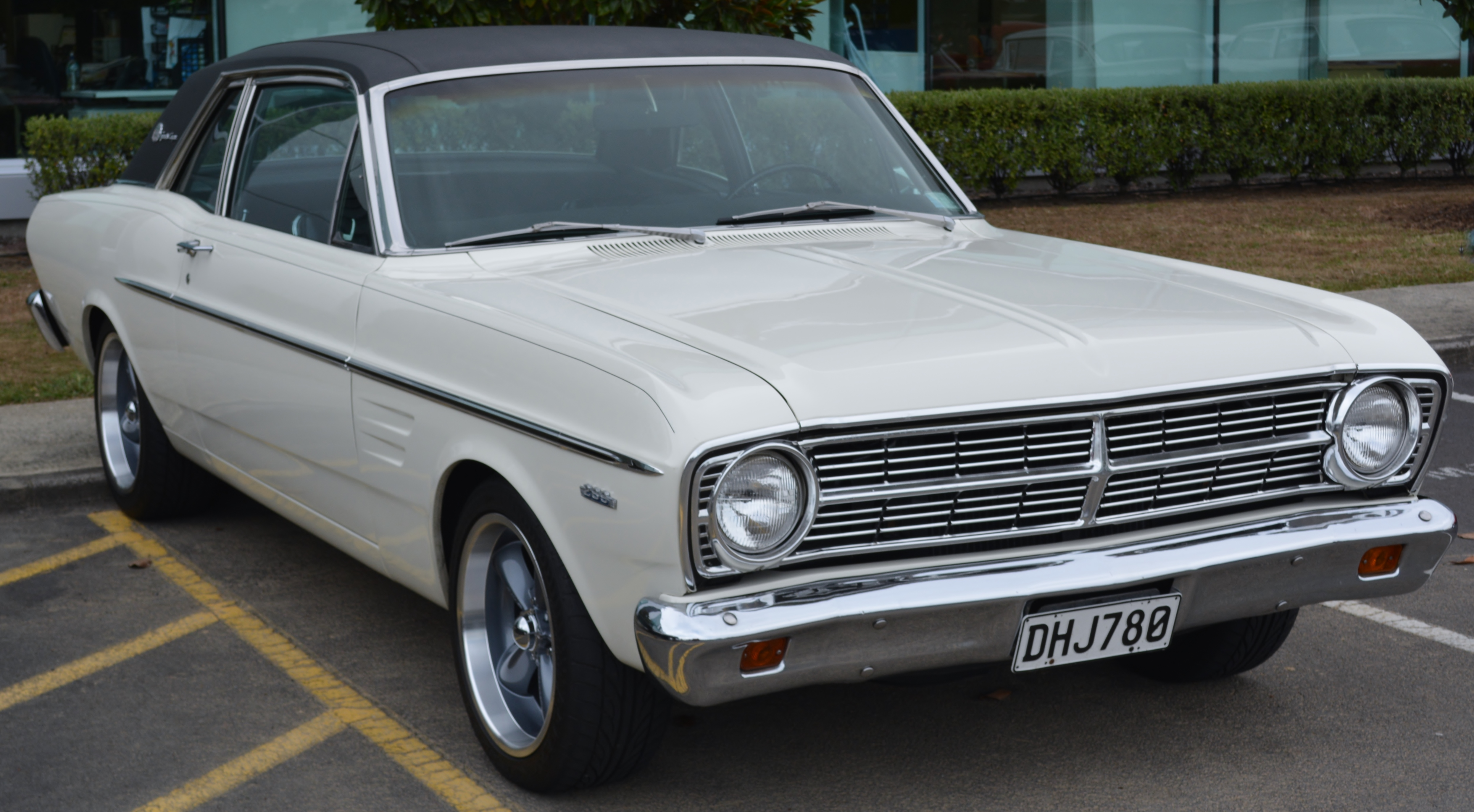
Ford Falcon Futura Sports Coupé (1967)
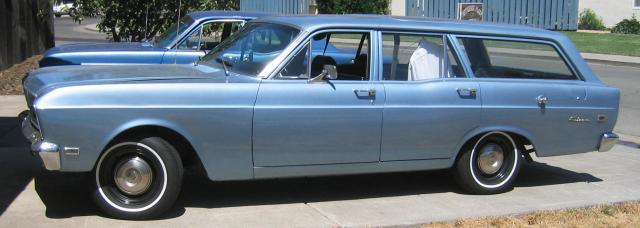
Ford Falcon 5-deurs stationwagen (1969)
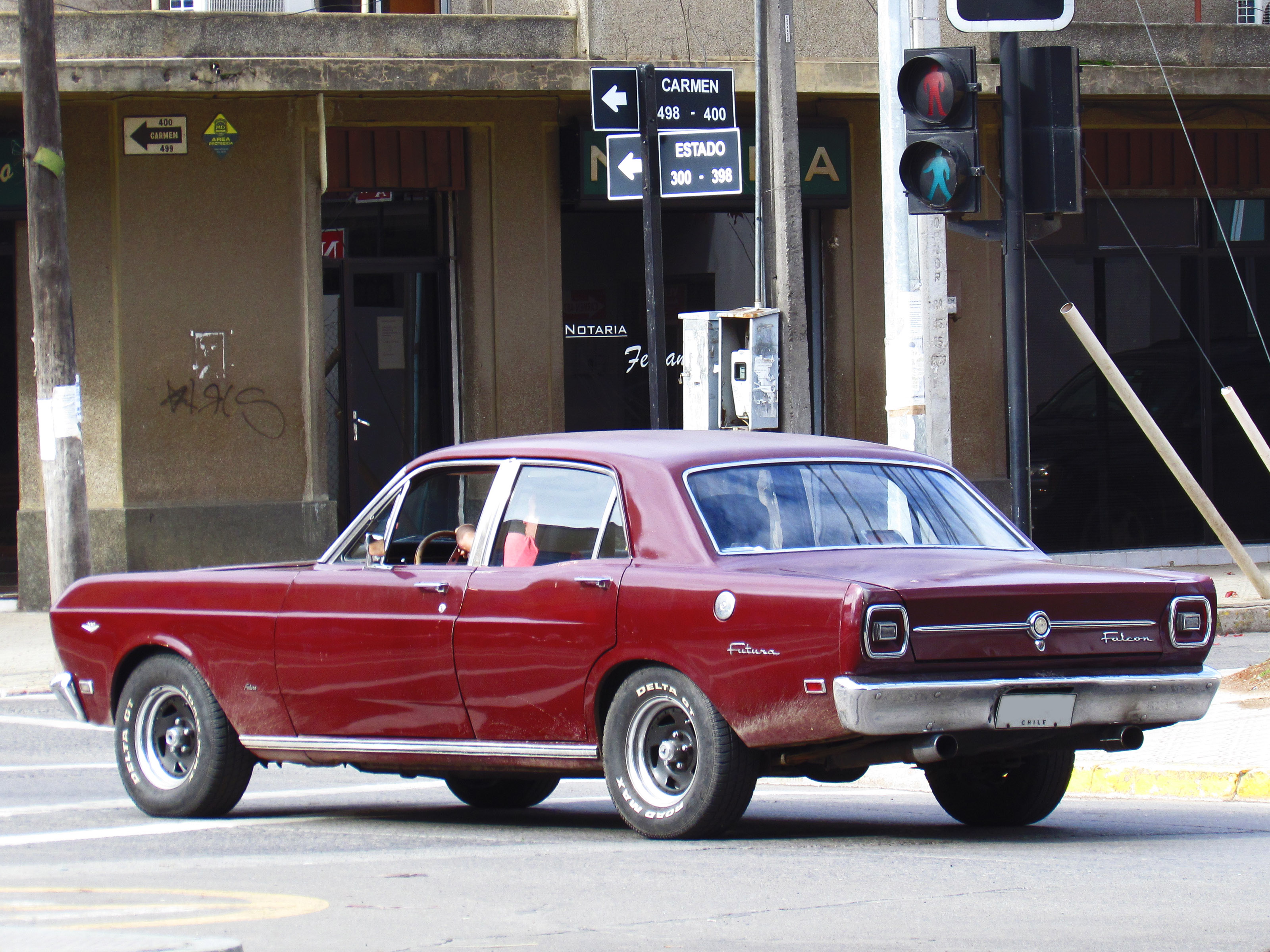
Ford Falcon sedan (1970) met de vierkante achterlichten

## Falcon 70½

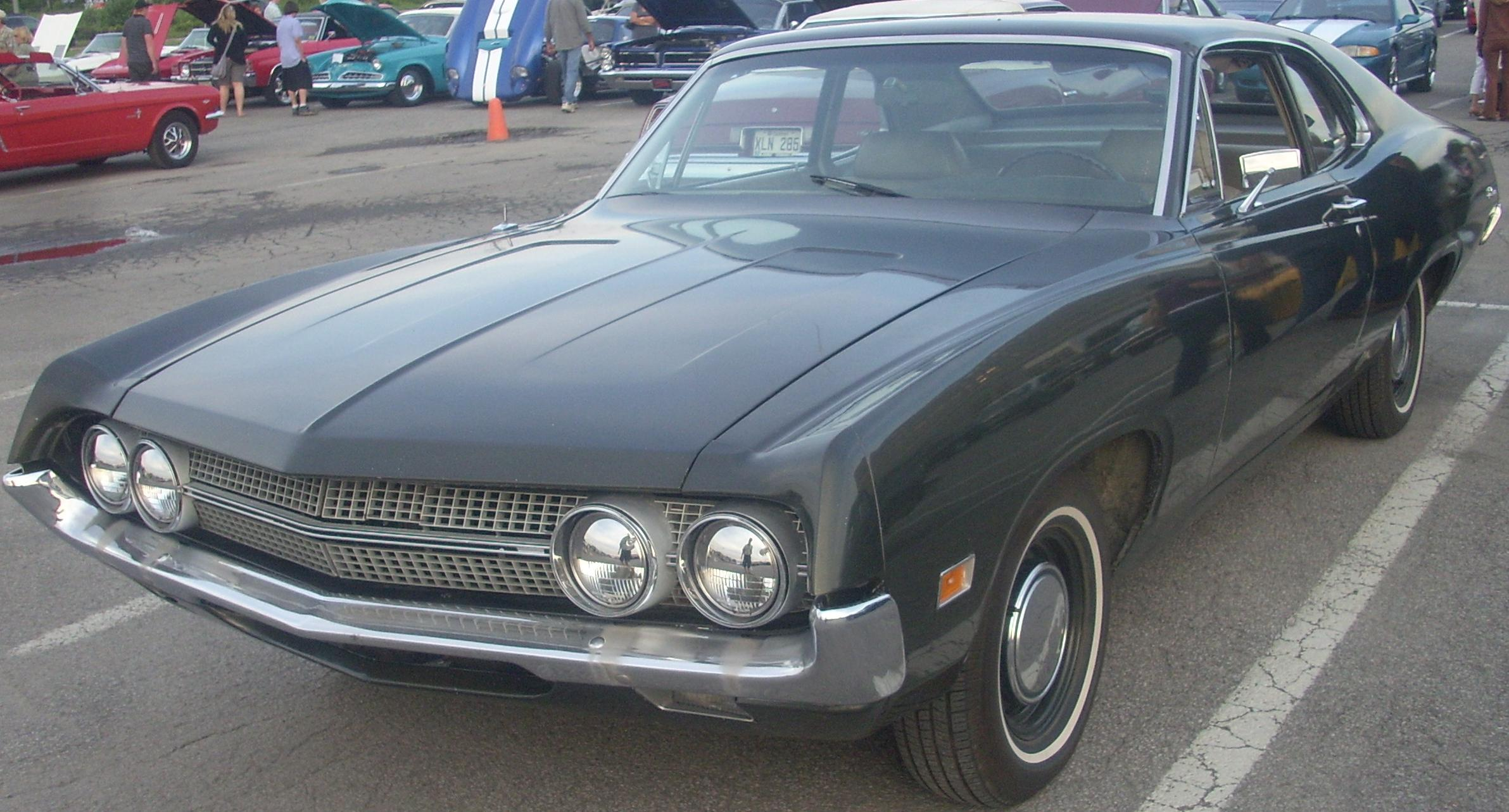
Ford Falcon 70½ coach (1970)

Halfweg 1970 vernieuwde Ford de Falcon-modellijn voor een laatste keer in Noord-Amerika. De wagen verhuisde daarbij van de compacte middenklasse naar de middenklasse. Deze Falcon werd aangeboden als de goedkoopste Ford middenklasser, onder de Fairlane en de Torino, waarmee hij het chassis en de carrosserie deelde. Om de modellijn te onderscheiden van de compacte Falcon die in december 1969 stopgezet was, kreeg deze Falcon de modelaanduiding 70½.
De Falcon uit 1970 werd aangeboden als tweedeurs coach met B-stijlen, vierdeurs sedan en vijfdeurs stationwagen. Het complete motorenaanbod uit de Ford middenklasse was beschikbaar:
- 4,0-liter zes-in-lijn met 155 pk
- 5,0-liter V8 met 220 pk
- 5,8-liter V8 met 250 of 300 pk
- 7,0-liter V8 met 360 of 370 pk

Vanaf 1971 bestond het volledige aanbod van Ford in de middenklasse uit de Torino-modellijn. De Falcon en de Farlaine werden geschrapt in Noord-Amerika.